# Bill Perry
Pour les articles homonymes, voir Perry.
Bill Perry est un chanteur et guitariste de Blues. Il est né à Goshen dans l'État de New York le 25 décembre 1957 et est décédé le 17 juillet 2007.

## Biographie
Il a commencé à jouer de la guitare à l'âge de 5 ans en écoutant des chansons de Jimmy Smith et BB King. Ses guitaristes favoris sont Duane Allman, Johnny Winter et Jimi Hendrix.

## Discographie
- Love Scars (1994)
- Greycourt Lightning (1998)
- Hi Octane - Live in N.Y.C (recorded at Manny's Car Wash in 1998)(1999)
- Fire It Up (2001)
- Crazy Kind Of Life (2002)
- Raw Deal (2004)
- Don't Know Nothing About Love (2006)
- Turning Point Cafe ( N Y Piermont 20 avril 2007) (2007)